# Marissa (Illinois)
Marissa est une ville de l'Illinois, dans le comté de Saint Clair aux États-Unis.